# Reinhard Christoph Ungewitter
Reinhard Christoph Ungewitter (* 25. Januar 1715 in Marburg; † 31. Dezember 1784 in Kassel) war ein deutscher reformierter Theologe.

## Leben
Der Sohn des Johann Christoph Ungewitter und dessen Frau Helene Christine Scheffer hatte seine Ausbildung auf dem Gymnasium seiner Heimatstadt erhalten. Nach dem Umzug des Vaters 1727 besuchte er das Pädagogikum in Kassel. Sein Studium nahm er an der Universität Marburg auf, wo zu jener Zeit Christian Wolff eine Wirkungsstätte gefunden hatte. Er absolvierte ein theologisches Studium bei Johann Christian Kirchmayer, las Samuel Werenfels, Jean-Alphonse Turrettini, Hugo Grotius und andere. Zudem erweiterte er seine Kenntnisse in den morgenländischen und einigen abendländischen Sprachen. Außerdem beschäftigte er sich an der juristischen Fakultät der Hochschule mit Kirchenrecht. Nach dem Abschluss seiner akademischen Studien begab er sich 1736 nach Kassel, wo er 1738 als Prediger am Hofhospital tätig wurde.
1743 wurde er Diakon bei der Unterneustädter Kirche, im Juni 1748 dritter Prediger an der Freiheiter Kirche und im September 1755 zweiter Prediger bei der Brüder- oder Altstädter Kirche. 1762 stieg er zum Archidiakon bei der Freiheiterkirche auf und erhielt 1771 den Titel eines Konsistorialrates, womit er erster Prediger an der Brüderkirche wurde. Damit hatte er am 13. März desselben Jahres auch die Superintendentur der Kassler Diözese übernommen und war zugleich damit Oberhofprediger geworden. Nach einem Schlaganfall, den er 1778 erlitten hatte, war er einseitig gelähmt; auch waren seine Sprachorgane in Mitleidenschaft gezogen worden, so dass er nicht mehr die Kanzel betreten konnte. Jedoch blieben von diesem Schlag seine Geisteskräfte unberührt und er starb erst sechs Jahre später.

## Wirken
Genauso wie sein Vater war Ungewitter ein tüchtiger und gern gehörter Prediger. Von seiner Kraft und Begabung zeugt eine Reihe von Predigten, die er in den Druck gegeben hat. Sie verraten ebenso sehr den gläubigen Christen, wie den befähigten, kenntnisreichen, fleißigen und sorgfältigen Theologen. Kennzeichnete er auch mit Recht als seine vorzüglichste Aufgabe die Verkündigung der christlichen Erlösung, so war er doch kein Verächter der Wissenschaft und des vernünftigen Denkens, sondern wusste die Vernunft in ihrem Grenzgebiete wohl zu schätzen.
Das Ideal eines praktischen Theologen, das zu verwirklichen sich bemühte, beschrieb er 1755 in seiner Schrift De theologo tempori serviente commentatio, einer Art von Pastoraltheologie. Sie enthält manche Grundsätze über die Aufgaben des theologus discens sowohl wie des theologus docens und zeigt den Verfasser belesen in alten und neuen Werken. Häufiger zitiert er Werenfels, Turretin, Grotius, und Wolff. Seine Schriften beschränkten sich nicht nur, wie die seines Vaters, auf Predigten und Reden, sondern umfassten auch exegetische und dogmatische Versuche.

## Werke
- Diss. de studio prophetico sobrie instituendo. Marburg 1736
- Erklärung des Briefes des heil. Jakobs. Lemgo 1754
- Commentatio de Theologo tempori serviente. Hersfeld 1755
- Die Pflicht des evang; Lehrers bei dem Beschluss und Anfang seines heil. Amtes; in einer Abschieds- und Antrittspredigt betrachtet. Kassel 1755
- Versuch einer freyen Uebersetzung der beyden Briefe Petri und der drey Briefe Johannis, mit Anmerkungen. Frankfurt am Main 1757
- Drey bey seiner letzten Amtsveränderung gehaltene Predigten. Kassel 1771
- Gedächtnißpredigt aus den Tod der Landgräfin Marie, königl. Prinzess. v. Grossbrit. regier. Landgräfin zu Hessen. Frankfurt am Main 1772
- Predigt am grossen Bettage über Aposielgeschichte 14, 17. Frankfurt am Main 1772
- Predigt am jährlichen großen Bettage über Ps. 38, 19. Frankfurt am Main 1773
- Predigt am großen Bettage, über Jerem. 10, 6. 7. Frankfurt am Main 1774, 1775, 1776
- Rede bey Gelegenheit der Taufe zweyer Mohren u. s. w. Frankfurt am Main 1774
- Eines Ober - Rheinlanders Versuch einer rechtlichen Untersuchung der wichtigsten Streitigkeiten, welche der Tod des Churfürften Maximilian Joseph's, Herzogs von Baiern in Teutschland hervorgebracht hat. Rense 1778
- Predigten über wichtige Glaubenswahrheiten und Lebenspflichten. 1. Teil. Kassel 1780; 2. Teil. Kassel 1781